# Siegfried Bracke
Pour les articles homonymes, voir Bracke.
 (février 2017).
Si vous disposez d'ouvrages ou d'articles de référence ou si vous connaissez des sites web de qualité traitant du thème abordé ici, merci de compléter l'article en donnant les références utiles à sa vérifiabilité et en les liant à la section « Notes et références ».
Siegfried Th.H. Bracke, né le 21 février 1953 à Gand, est un journaliste et homme politique belge flamand, membre de la N-VA, parti nationaliste flamand. Il est désigné président de la Chambre des représentants de Belgique en 2014, après la constitution d'un nouveau gouvernement fédéral. Il a la réputation d'être très critique et adore poser des « questions embarrassantes ». Il apparaît depuis le 25 novembre 1991 toujours avec son nœud-papillon. En février 2017, il est englué dans un problème éthique d'emplois et renonce à un mandat auprès de Telenet.

## Biographie
Il étudie la philologie germanique à l'Université de Gand (1976). En 1981, il débute comme producteur radio auprès de la BRT. En 1983, il devient journaliste aux infos radio. En 1990, il passe à la télévision et devient un des journalistes les plus connus et les plus puissants de la VRT.
Depuis janvier 2010, il présente le programme politique Bracke op vrijdag. Il présente essentiellement des programmes politiques de la VRT, tels que Terzake sur Canvas, De zevende dag et Bracke en Crabbé. Lors d'une conférence de presse le 4 mai, il fait part de son passage à la politique réelle en tant que tête de liste pour la N-VA en Flandre-Orientale lors des législatives anticipées de 2010. Il est élu avec 101 940 voix de préférence. Au mois d'octobre 2014, il est désigné candidat à la présidence de la Chambre des représentants de Belgique, soutenu par les partis membres du nouveau gouvernement fédéral dirigé par Charles Michel. C'est la première fois qu'un nationaliste flamand est désigné pour présider les débats de la Chambre basse du Parlement belge. Siegfried Bracke enseigne régulièrement le journalisme dans des hautes écoles flamandes. 
En 1985, il obtient le Prix du Journalisme flamand pour un de ses reportages.[réf. nécessaire]

## Vie privée
Il épouse en septembre 2005 Marina Nuyts. De mi-2007 à mi-2009, il est rédacteur en chef de magazines d'information de la VRT. Il est orangiste, qui prône la réunification de la Belgique et des Pays-Bas sous le règne de la maison d'Orange ; il prône un divorce belge confédéral renversé. 
Il est franc-maçon.

## Éthique
Il a démissionné d'un poste auprès de l’entreprise Telenet, soupçonné de cumuler quelque mandat ; l'entreprise Telenet confirme que Siegfried Bracke n'a rien touché depuis qu'il est président de la Chambre.

## Franc-maçonnerie
Bracke est membre de la loge gantoise Bevrijding, qui fait partie du Grand Orient de Belgique.

## Décoration
- Grand officier de l'ordre de Léopold (2019)[4].